# カレンスキンク
カレンスキンク（英語: Cullen Skink）とは、燻製したコダラ、ジャガイモ、玉ねぎを材料とするスコットランドのスープである。本格的なカレンスキンクはフィナンハディ(Finnan haddie)を用いるが、他の染色されていない燻製コダラを用いることもある。
スコットランド北東海岸にあるマレー・カレン地区の郷土料理である。スコットランドの正式なディナーの前菜としてよく提供されるものの、スコットランド北東部では日常の料理としても広く食べられている。
スコットランドにおけるカレンスキンクの調理法には、水の代わりとして牛乳を使用したものやシングルクリームを追加したもの、ジャガイモをすりつぶしてスープを濃くしたものなど、いくつかのバリエーションが存在する。カレンスキンクは伝統的にはパンとともに食す。

カレンスキンクは、スコットランドのみならず、スコットランド以外の英国の諸地域、およびイギリス国外における多くの伝統的なスコットランド料理の本やレストラン、ホテルのメニューにおいて取り上げられる。 2012年にはガーディアン誌のコラムニストが、カレンスキンクを「スコットランドの代表的な料理として、ハギスやポリッジに確実に取って代わった乳白色の魚のスープ」と評価した。 

## 語源
「カレンスキンク」の「カレン」は前述したようにその発祥地たるマレー・カレン地区の名を採っている。「スキンク」はスコットランド語で牛のすね、あるいは膝を意味する語で、特にこれらから作られたスープの意へと波及した。スキンクは直接的には中期オランダ語のschenke（すねの意）に由来する。これは 英語で「すね、すね肉」を意味するshankや、ドイツ語で「太もも」を意味するschenkel 、 あるいはドイツ語で「ハム」を意味するSchinken と同源である。